# Oakdale (Louisiana)
Oakdale város az Amerikai Egyesült Államok Louisiana államában, Allen megyében. Lakosainak száma 6692 fő (2020. április 1.).

## Népesség
A település népességének változása:

| 2010 | 7 780 |
| 2020 | 6 692 |